# Liste der Kirchen des ehemaligen Dekanats Vorpommern des Erzbistums Berlin
Die Liste der Kirchen des Dekanats Vorpommern des Erzbistums Berlin umfasst bestehende und ehemalige Sakralbauten des bisherigen Dekanats Vorpommern im Erzbistum Berlin. Im Zuge der Gründung größerer Pfarreien wurde das Dekanat zum 1. April 2021 aufgelöst.
Am 1. Januar 2020 fusionierten die Pfarreien in Stralsund, auf Rügen und in Demmin zur Pfarrei St. Bernhard mit zwölf Gottesdienstorten und die Pfarreien auf Usedom, in Anklam und Pasewalk zur Pfarrei St. Otto mit sechs Gottesdienstorten. Die Pfarreien Mariä Himmelfahrt, Hoppenwalde und
St. Otto, Pasewalk fusionierten am 1. Januar 2024 zur Pfarrei St. Johannes Paul II. – Uecker-Randow mit acht Gottesdienstorten.

## Liste

### Bestehende Kirchen und Kapellen
| Abbildung                                                                               | Ort          | Name                                        | Landkreis Koord. | Einweihung | Pfarrei                                       | Besonderheiten |  |
| --------------------------------------------------------------------------------------- | ------------ | ------------------------------------------- | ---------------- | ---------- | --------------------------------------------- | --- |  |
| Römisch-katholische Kirche „Heilig Kreuz“ in Altentreptow (Vorpommern). Errichtet 1928. | Altentreptow | Heilig Kreuz (Altentreptow)                 |                  | 1928       | Pfarrei St. Bernhard Stralsund/Rügen/Demmin   | |  |
| St. Salvator (Anklam)                                                                   | Anklam       | St. Salvator                                |                  | 1901       | Pfarrei St. Otto Usedom/Anklam/Greifswald     | |  |
| St. Maria – Trösterin der Betrübten (Barth)                                             | Barth        | St. Maria – Trösterin der Betrübten (Barth) |                  | 1927       | Pfarrei St. Bernhard Stralsund/Rügen/Demmin   | |  |
| St. Bonifatius (Bergen auf Rügen)                                                       | Bergen       | St. Bonifatius                              |                  | 1912       | Pfarrei St. Bernhard Stralsund/Rügen/Demmin   | |  |
| Katholische Kirche Stella Maris (Binz)                                                  | Binz         | Stella Maris                                |                  | 2011       | Pfarrei St. Bernhard Stralsund/Rügen/Demmin   | Seit 1924 gab es ein katholisches Kinderferienheim. 1925 war auch eine kleine Kapelle fertiggestellt.                                                                             |  |
|                                                                                         | Blumenthal   | St. Stephanus (Blumenthal)                  |                  | 1908       | Pfarrei St. Johannes Paul II. – Uecker-Randow | Die ersten katholischen Pfälzer siedelten ab 1747 in Blumenthal. |  |
| Maria-Rosenkranzkönigin (Demmin)                                                        | Demmin       | Maria Rosenkranzkönigin                     |                  | 1915       | Pfarrei St. Bernhard Stralsund/Rügen/Demmin   | |  |
|                                                                                         | Garz         | Herz Jesu (Garz)                            |                  | 1913       | Pfarrei St. Bernhard Stralsund/Rügen/Demmin   | |  |
| St. Joseph (Greifswald)                                                                 | Greifswald   | Propsteikirche St. Joseph                   |                  | 1871       | Pfarrei St. Otto Usedom/Anklam/Greifswald     | Pfarrkirche der Pfarrei St. Otto Usedom/Anklam/Greifswald |  |
| St. Jakobus (Grimmen)                                                                   | Grimmen      | St. Jacobus (Grimmen)                       |                  | 1926       | Pfarrei St. Bernhard Stralsund/Rügen/Demmin   | |  |
| Hinweisstein zur Stella Maris-Kirche (Heringsdorf)                                      | Heringsdorf  | Stella Maris (Heringsdorf)                  |                  | 2000       | Pfarrei St. Otto Usedom/Anklam/Greifswald     | Vorgängerbau stammte aus dem Jahr 1975. |  |
| Mariä Himmelfahrt (Hoppenwalde)                                                         | Hoppenwalde  | Mariä Himmelfahrt (Hoppenwalde)             |                  | 1808       | Pfarrei St. Johannes Paul II. – Uecker-Randow | Hoppenwalde ist das zweite von katholischen Pfälzer Siedlern gegründete Dorf in Vorpommern.                                                                                       |  |
| St.-Otto-Kirche (Pasewalk)                                                              | Pasewalk     | St. Otto                                    |                  | 1885       | Pfarrei St. Johannes Paul II. – Uecker-Randow | Pfarrkirche der Pfarrei St. Johannes Paul II. – Uecker-Randow |  |
| Maria Meeresstern, Portalseite                                                          | Sellin       | Maria Meeresstern                           |                  | 1912       | Pfarrei St. Bernhard Stralsund/Rügen/Demmin   | |  |
| Dreifaltigkeitskirche (Stralsund)                                                       | Stralsund    | Hl. Dreifaltigkeit                          |                  | 1785       | Pfarrei St. Bernhard Stralsund/Rügen/Demmin   | Pfarrkirche der Pfarrei St. Bernhard Stralsund/Rügen/Demmin |  |
|                                                                                         | Stralsund    | St.-Josef-Kapelle (Stralsund)               |                  |            | Pfarrei St. Bernhard Stralsund/Rügen/Demmin   | |  |
| Heilige Familie (Strasburg)                                                             | Strasburg    | Heilige Familie (Strasburg)                 |                  | 1910       | Pfarrei St. Johannes Paul II. – Uecker-Randow | |  |
| Herz Jesu (Torgelow)                                                                    | Torgelow     | Herz Jesu (Torgelow)                        |                  | 1932       | Pfarrei St. Johannes Paul II. – Uecker-Randow | |  |
|                                                                                         | Ueckermünde  | St. Otto (Ueckermünde)                      |                  | 1873       | Pfarrei St. Johannes Paul II. – Uecker-Randow | |  |
| Mariä Geburt (Viereck)                                                                  | Viereck      | Mariä Geburt (Viereck)                      |                  | 1911       | Pfarrei St. Johannes Paul II. – Uecker-Randow | Viereck ist das dritte von katholischen Pfälzer Siedlern gegründete Dorf in Vorpommern. Erster Vorgängerbau stammt aus dem Jahr 1786. Größere Fachwerkkapelle wurde 1838 geweiht. |  |
| Herz-Jesu-Kirche (Wolgast)                                                              | Wolgast      | Herz Jesu                                   |                  | 1910       | Pfarrei St. Otto Usedom/Anklam/Greifswald     | |  |
| Kapelle St. Michael (Zingst)                                                            | Zingst       | Kapelle St. Michael (Zingst)                |                  | 1950       | Pfarrei St. Bernhard Stralsund/Rügen/Demmin   | Erweiterung der Kapelle im Jahr 1995. |  |
|                                                                                         | Zinnowitz    | Kapelle des Hauses St. Otto (Zinnowitz)     |                  | 1925       | Pfarrei St. Otto Usedom/Anklam/Greifswald     | Kapelle wurde vom Obergeschoss des hinteren Hauses ins Erdgeschoss verlegt. |  |

### Ehemalige Kirchen und Kapellen
- Damgarten, (siehe unter Mecklenburg) St. Christophorus, 1952 Errichtung von Pfarrhaus und Kirche, 1995 aus Erzbistum Berlin wegen besserer pastoraler Versorgung durch Ribnitz ausgegliedert
- Gützkow, St. Marien, 1910 errichtet, zuletzt kurzzeitig von rumänisch-orthodoxer Gemeinde genutzt, 2024 profaniert
- Löcknitz, St. Joseph, 1953 Einrichtung der Kapelle im Pfarrhaus, 1997 Auflösung
- Loitz, St.-Maria-Goretti-Kapelle, Adresse: Schwedenstraße 4, 1955 erbaut, 2013 geschlossen, Gebäude ist verkauft
- Richtenberg, Kapelle St. Marien, Adresse: In der Kurve 2, 1950 eingeweiht, 2023 entwidmet
- Sassnitz, St. Birgitta, um 1970 Einrichtung einer Werktagskapelle in großem Raum, 1991 Auflösung, 1999 mit Mutterpfarrei Bergen verbunden
- Tribsees, St. Josef. Adresse: Neubaustraße 43. Einrichtung eines Gottesdienstraums nach dem Zweiten Weltkrieg, 1994 Aufgabe der Kapelle, die im ersten Stock lag, dann einmal wöchentlich Gottesdienst in einer kleineren Kapelle im Erdgeschoss. Gebäude wurde um das Jahr 2000 profaniert. Grundstück und Gebäude sind verkauft. Mittlerweile ist das Gebäude abgerissen (Stand: 2018). Katholische Gemeinde ist bei der evangelischen Gemeinde zu Gast.